# Mad Dog American
Mad Dog American es el álbum debut de estudio de la banda de rap metal estadounidense SX-10. Lanzado el 6 de junio de 2000, cuenta con apariciones de DJ Muggs, Everlast, Mellow Man Ace, Eric Bobo y Kottonmouth Kings. El periodista de Allmusic John Young escribió que "La banda suena despojada, como Rage Against the Machine pero de forma poco ambiciosa- y, aunque sonar como ellos no pudo haber sido la intención, para bien o para mal, SX-10 es más agradable que la mayoría de las canciones de Cypress Hill que te gusta escuchar."

## Lista de canciones
| #  | Título                  | Invitado(s)                 | Duración |
| -- | ----------------------- | --------------------------- | -------- |
| 1  | Heart of a Rebel        | DJ Muggs Rey de Downset.    | 3:13     |
| 2  | Caught Up in the System |                             | 2:35     |
| 3  | Rhyme in the Chamber    | Everlast Mellow Man Ace     | 4:18     |
| 4  | Goin' Crazy             | Eric Bobo                   | 3:50     |
| 5  | Superstar Trip          |                             | 4:12     |
| 6  | Tequila                 | Kottonmouth Kings Saint Dog | 3:10     |
| 7  | Zone                    | Mellow Man Ace Rude Dog     | 3:33     |
| 8  | Gotta Get Away          |                             | 3:05     |
| 9  | Had Enough              |                             | 3:14     |
| 10 | Punk Ass                |                             | 3:02     |
| 11 | I'm Not Jesus           |                             | 3:16     |
| 12 | Good Ole Rebel          |                             | 0:31     |